# John Dundurs
John Dundurs, nascido Jānis Valdemārs Dundurs (Riga, 13 de setembro de 1922 – 21 de setembro de 2016), foi um engenheiro letoniano.
Estudou na Universidade da Letônia, Universidade de Dresden e Universidade de Stuttgart, mas não graduou-se por causa da situação de guerra, graduando somente em 1952, na Universidade Northwestern, onde também obteve o mestrado e o doutorado. Esteve sempre ligado à Universidade Northwestern, onde tornou-se professor emérito.